# Antoni Farnese
Antoni Franciszek Farnese (wł. Antonio Francesco Farnese; ur. 29 listopada 1679 roku w Parmie, zm. 20 stycznia 1731 roku tamże) – ósmy i ostatni książę Parmy w latach 1727-1731. Wielki Mistrz Świętego Konstantyńskiego Orderu Wojskowego Świętego Jerzego.
Urodził się jako dziewiąte i ostatnie dziecko (jedno z czworga, które przeżyło dzieciństwo) Ranuccia II Farnese, księcia parmeńskiego w latach 1646-1694, oraz Marii d’Este, córka księcia Reggio i Modeny Franciszka I d’Este oraz Marii Katarzyny Farnese. W wieku 18 lat wyruszył na podróż po Europie w celu szukania sojuszników, jednakże przepuścił 1 580 000 lirów parmeńskich na gale i zabawy. W 1694 roku zmarł jego ojciec, a tron objął starszy o rok brat Antonia, Franciszek, ponieważ najstarszy z synów Ranuccia Odoardo zmarł rok wcześniej.
Dopóki nie został księciem, większość czasu spędzał na dworze swego kuzyna, dziedzicznego księcia Modeny Franciszka III d’Este. Działo się tak dlatego, że jego bratowa Dorota Zofia nie lubiła zabaw i balów tak, jak on. W związku z tym Antoni zamieszkiwał w zamku Sala, gdzie mógł urządzać wystawne przyjęcia dla siebie i swoich kochanek.
Do czasu wstąpienia na tron otyły i rozpustny Antoni nie miał chęci obejmować władzy. 26 lutego 1727 roku, gdy obejmował panowanie po zmarłym bezdzietnie bracie, bawił jeszcze na karnawale w Reggio. Tym samym stał się dziedzicem i ostatnim męskim przedstawicielem swej dynastii. Nie porzucił mimo wszystko hulaszczego trybu życia i zabaw do rana. Został zmuszony przez dwór do poślubienia Enrichetty d’Este (1702-1777), siostry jego przyjaciela Franciszka III i zarazem swojej kuzynki (z tego powodu musiał uzyskać papieską dyspensę). Nowa księżna została ciepło przyjęta przez lud i była dobrze traktowana przez męża. Mimo starań małżonków blisko 50-letni Antoni nie mógł spłodzić potomka.
Hiszpania, Francja i Wielka Brytania w traktacie londyńskim z 1718 zgodziły się, że po wygaśnięciu męskiej linii Farnese władzę przejmie najstarszy syn bratanicy Antonia, Elżbiety Farnese. Była ona żoną króla Hiszpanii Filipa V, a ich najstarszym synem był Karol Burbon (1716-1788). Już w 1729 roku niepewna stałości traktatu Elżbieta sprowadziła 6 tys. ludzi z Hiszpanii do Parmy. Roszczący sobie prawa do księstwa Karol VI Habsburg wystawił w pobliskim Księstwie Mediolanu siły liczące 40 tys. żołnierzy. W trakcie trwania tych działań 20 stycznia 1731 zmarł Antoni.
Już sześć dni po jego śmierci Austriacy wkroczyli do Parmy, chcąc tym zmusić Hiszpanów do rezygnacji z postanowień traktatu. Okazało się, że Antoni na łożu śmierci uczynił dziedzicem swe mające się narodzić dziecko ("brzuch mojej żony"). Wyznaczył następującą radę regencyjną: wdowa, biskup Camillo Marazzani, hrabia Odoardo Anviti (pierwszy sekretarz stanu, Federico dal Verme (zarządca pałacu) oraz dwóch hrabiów: Jacopo Antonio Sanvitale i Artaserse Baiardi. Jednak papież Klemens XIII, Elżbieta oraz król Ludwik XV kwestionowali jednak ciążę wdowy. W końcu okazało się, że była ona pozorowana po to, by trzymać Hiszpanów z dala od Parmy. Ostatecznie obie strony zgodziły się, że dziedzicem zostanie Karol Burbon jako wasal cesarza. Ten stan trwał do 1735 roku, gdy Karol otrzymał Królestwo Obojga Sycylii. Przenosząc się do nowej siedziby, przyszły hiszpański król zabrał część bogatej kolekcji dzieł sztuki i literatury do Neapolu.